# Shuitianhe (köpinghuvudort i Kina, Hunan Sheng, lat 28,53, long 109,58)
Shuitianhe (kinesiska: 水田河, 水田河镇) är en köpinghuvudort i Kina. Den ligger i provinsen Hunan, i den södra delen av landet, omkring 330 kilometer väster om provinshuvudstaden Changsha. Antalet invånare är 19 591. Befolkningen består av 9 432 kvinnor och 10 159 män. Barn under 15 år utgör 20,0 %, vuxna 15-64 år 69 %, och äldre över 65 år 10,0 %.
Runt Shuitianhe är det tätbefolkat, med 319 invånare per kvadratkilometer. Närmaste större samhälle är Huayuan, 12,2 km nordväst om Shuitianhe. I omgivningarna runt Shuitianhe växer i huvudsak blandskog.
Genomsnittlig årsnederbörd är 1 848 millimeter. Den regnigaste månaden är maj, med i genomsnitt 327 mm nederbörd, och den torraste är januari, med 41 mm nederbörd.